# 埃德温·保尔森
埃德温·保尔森（挪威語：Edvin Paulsen，1889年12月3日—1963年3月13日），挪威男子竞技体操运动员。他曾代表挪威获得1912年夏季奥运会体操比赛男子团体瑞典式铜牌。他于1963年在奥斯陆去世。